# Константинопольские собаки
«Константинопольские собаки» — картина 1910 года художника Мартироса Сарьяна. Картон, темпера. 104 х 139 см. В 1980 году приобретена у семьи художника и располагается в Музее Сарьяна в Ереване. Стиль произведения — экспрессионизм.
Одна из картин, написанных во время восточного путешествия художника. В своих мемуарах Сарьян писал: «Для изучения животных в Константинополе был большой материал. Собаки жили здесь целыми семейными стаями, каждая стая в своём определённом районе… Мимо них медленно, покачиваясь в своеобразном ритме, шагали мужчины в широких шароварах и красных фесках, шли, постукивая деревянными сандалиями, турчанки в чадрах, пробегали дети, но собак никто не трогал».
На переднем плане картины — четыре собаки на залитой солнцем улице. Две из них, оскалившись, бросаются друг на друга, третья наблюдает за ними, а четвёртая — «тупая, ленивая, безразличная». За собаками наблюдает расположившийся в тени темнокожий человек в феске, он курит кальян. На заднем плане изображены ослик с поклажей и идущая по улице женщина в чадре.
«Хотя как будто изображенные крупным планом животные и близки нам, а как мотив они к тому же выходят за пределы самого обычного явления, картина всем своим художественным строем говорит о необычности. <…> Странные, ритмично размещённые существа, отбрасывающие ярко-синие тени, образуют как бы чётко упорядоченный плоскостный декоративный рельеф, куда нет прямых дорог». (Владислав Зименко)
Картина была повреждена при жизни Сарьяна; в связи со 140-летним юбилеем живописца в 2020 году полностью отреставрирована.